# Bacillus pseudomycoides
Bacillus pseudomycoides ist ein Bakterium der Bacillus cereus Gruppe. Es ist phänotypisch ähnlich, aber genetisch anders als Bacillus mycoides und lässt sich auch über Fettsäurenmuster der Zellwand unterscheiden. Die Zellen sind nicht beweglich, bilden ellipsoide Sporen und sind Gram-positiv. Sie zeigen häufig das typische rhizoide Wachstum auf Nährmedien. Im Weiteren sind sie Katalase positiv und Oxidase negativ. Die optimale Wachstumstemperatur beträgt 28 °C, wobei das Wachstum zwischen 15 und 40 °C erfolgt.
Mittels real-time PCR lässt sich B. pseudomycoides über das motB Gen von anderen Mitgliedern der B. cereus Gruppe diagnostisch abgrenzen.

## Anwendung
Das gegen andere gram-positive Bakterien wirksame Klasse II Lantibiotikium Pseudomycoicidin wird von B. pseudomycoides gebildet. Der B. pseudomycoides Stamm BS6 konnte aus mit Speiseöl verunreinigtem Erdreich isoliert werden. Er zeigt sich als starker Produzent von einem Biotensid. Ein möglicher technologischer Einsatz kann beim Recycling von Altöl erfolgen.